# Sebesrom község
Sebesrom község (románul: Comuna Turnu Ruieni) község Krassó-Szörény megyében, Romániában. Központja Sebesrom, beosztott falvai Borló, Csiklény, Dálcs, Szalakna, Szervesd.

## Népessége
A 2011-es népszámlálás adatai alapján a község népessége 3342 fő volt.